# 黑斑異短刺魨
黑斑異短刺魨為輻鰭魚綱魨形目四齒魨亞目二齒魨科的其中一種，為溫帶海水魚，分布於東印度洋澳洲南部及塔斯馬尼亞島海域，棲息深度40-270公尺，棲息在大陸棚，生活習性不明。